# BAP Coronel Bolognesi (1906)
Pour les autres navires du même nom, voir BAP Coronel Bolognesi.
Le BAP Coronel Bolognesi est un croiseur éclaireur construit en Angleterre au début du XXe siècle ; commandé par le Pérou, il intègre la Marine péruvienne en 1907. Il participe à la guerre colombo-péruvienne de 1932-1933 ainsi qu'à la guerre péruano-équatorienne de 1941, bombardant notamment Puerto Bolívar. Il est rayé des listes en 1958.

## Conception
Le Coronel Bolognesi et son sister-ship Almirante Grau sont tous les deux basés sur les croiseurs éclaireurs de la classe Sentinel, construits par le même chantier.